# 外村哲也
外村 哲也（そとむら てつや、1984年10月9日－）は、日本のトランポリン競技選手。東京都出身。
東京農業大学第一高等学校、日本体育大学体育学部社会体育学科卒業。北京オリンピック日本代表となり日本人選手最高位となる4位入賞を果たした。

## 経歴・人物
父はロサンゼルス五輪体操団体銅メダリスト、種目別床銅メダリストの外村康二。10歳のときに本格的にトランポリンを始める。幼少期から見た技をコピーできるような天才型でもあり、綿密な計画性、膨大な練習量で精度を上げていく努力型でもあるハイブリッド選手である。日本体育大学を卒業し、アムス・インターナショナル株式会社に所属。2020年6月現役引退。その後は、トランポリンの専門家としてコーチ、指導者育成、教室コンサル、コンテンツ開発など幅広く活動。

## 戦績
- 2003年第40回全日本トランポリン競技選手権大会：シンクロ優勝（上山容弘とのペア）
- 2003年第23回世界トランポリン選手権大会：個人33位（初出場）
- 2004年ワールドカップ・スイス大会：個人3位（初メダル獲得）
- 2004年第41回全日本トランポリン競技選手権大会：個人優勝、シンクロ優勝、団体優勝（全種目優勝の3冠達成）
- 2005年第42回全日本トランポリン競技選手権大会：シンクロ優勝
- 2005年第24回世界トランポリン競技選手権：個人3位、シンクロナイズド：3位、団体２位（日本史上初メダル獲得）
- 2006年ワールドカップ・ファイナル：個人3位、シンクロ2位
- 2007年ワールドカップ・ブルガリア大会：個人2位、シンクロ優勝（第一自由総合得点、第二自由難度点、世界記録更新）
- 2007年第25回世界トランポリン競技選手権：個人4位、シンクロ優勝（日本史上初優勝）、団体2位
- 2008年北京オリンピック4位入賞（日本人最高位）
- 2009年第46回全日本トランポリン競技選手権大会：シンクロ優勝（伊藤正樹とのペア）
- 2010年広州アジア大会:個人3位（日本人最高位）
- 2011年世界トランポリン競技選手権：個人9位、団体優勝（日本史上初優勝）